# Macromitrium yuleanum
Macromitrium yuleanum är en bladmossart som beskrevs av Brotherus och Geheeb 1895. Macromitrium yuleanum ingår i släktet Macromitrium och familjen Orthotrichaceae. Inga underarter finns listade i Catalogue of Life.